# William Carl Burger
William Carl Burger (n. 1932) es un botánico estadounidense.
Obtuvo su B.A. en la Columbia University, en 1953; su M.Sc. en la Cornell University, en 1958, y su Ph.D., en la Washington University, en 1961.
Ocupó un cargo en el "Departamento de Botánica", del "Museo de Campo de Historia Natural de Chicago", de 1978 a 1985.
Tiene registradas 132 nuevas especies (IPNI). Ha trabajado intensamente la flora de Costa Rica. Se le reconocen excelentes descripciones de especies de Hedyosmum de la familia de las clorantáceas.

## Obra
- 2006. Flowers: How They Changed the World. Ed. Prometheus Books. ISBN 1-59102-407-2

- 2002. Perfect Planet, Clever Species: How Unique Are We?. Ed. Prometheus Books. 345 pp. ISBN 1-59102-016-6

- 1997. Flora Costaricensis

## Honores

### Eponimia
- (Asteraceae) Eupatorium burgeri (R.M.King & H.Rob.) L.O.Williams[1]

- (Lauraceae) Caryodaphnopsis burgeri N.Zamora & Poveda[2]

- La abreviatura «W.C.Burger» se emplea para indicar a William Carl Burger como autoridad en la descripción y clasificación científica de los vegetales.[3]